# Nino Defilippis
Nino Defilippis (Torí, 21 de març de 1932 - Torí, 13 de juliol de 2010) va ser un ciclista italià que fou professional entre 1952 i 1964.
Durant la seva carrera esportiva aconseguí 60 victòries, entre les quals destaquen dos campionats d'Itàlia en ruta, el 1960 i el 1962, nou etapes al Giro d'Itàlia, set al Tour de França, dues a la Volta a Espanya i la Volta a Llombardia de 1958.

## Palmarès
- 1952
  - 1r del Trofeu Baracchi, amb Giancarlo Astrua
  - Vencedor d'una etapa al Giro d'Itàlia
  - 1r del Gran Premi d'Automne
  - 1r del Premi de Bra
  - 1r del Premi d'Isola San Antonio
- 1953
  - 1r del Circuit de les Tres Valls Varesines
- 1954
  - 1r del Giro del Piemont
  - 1r del Giro de l'Emília
  - Vencedor d'una etapa al Giro d'Itàlia
- 1955
  - 1r del Giro de l'Emília
  - Vencedor d'una etapa al Giro d'Itàlia
  - 1r del Premi de Cuneo
  - 1r del Premi d'Omegna
- 1956
  - 1r del Gran Premi de la muntanya de la i d'una etapa de la Volta a Espanya
  - Vencedor de 3 etapes del Tour de França
  - 1r del Premi de Marghera
- 1957
  - Vencedor de 2 etapes del Tour de França
- 1958
  - 1r de la Volta a Llombardia
  - 1r al Giro del Laci
  - 1r del Giro del Piemont
  - 1r de la Niça-Gènova
  - Vencedor de 2 etapes del Giro d'Itàlia i 1r del Premi de la Regularitat
  - Vencedor d'una etapa de la Volta a Suïssa i 1r de la Classificació per punts
  - Vencedor d'una etapa del Giro de Sardenya
  - Vencedor de 3 etapes del Tour de l'Oest
  - Vencedor d'una etapa de la París-Niça
  - 1r del Gran Premi d'Antibes
  - 1r del Premi de Maggiora
- 1959
  - Vencedor d'una etapa del Giro d'Itàlia
  - Vencedor d'una etapa del Giro de Sardenya
- 1960
  -  Campió d'Itàlia en ruta
  - 1r del Giro de la Toscana
  - 1r del Circuit de les Tres Valls Varesines
  - Vencedor de 2 etapes del Tour de França
  - Vencedor d'una etapa de la Gènova-Roma
  - Vencedor d'una etapa del Giro de Sardenya
- 1961
  - 1r del Giro del Vèneto
  - Vencedor d'una etapa del Giro d'Itàlia
  - 1r del Gran Premi de Canes
  - 1r de la Ronde de Mònaco
  - 1r del Premi de Gonzaga
  - 1r del Premi de Cambiano
  - 1r del Premi de Brèscia
  - 2n al Campionat del món de ciclisme
- 1962
  -  Campió d'Itàlia en ruta
  - 1r al Giro del Laci
  - Vencedor d'una etapa de la Volta a Espanya
  - 1r de la Múnic-Zúric
  - 1r del Premi de Solesino
  - 1r del Premi de Cirié
  - 1r del Premi d'Acireale
- 1963
  - Vencedor d'una etapa del Giro d'Itàlia
- 1964
  - Vencedor de 2 etapes del Giro d'Itàlia

### Resultats al Tour de França
- 1956. 5è de la classificació general i vencedor de 3 etapes
- 1957. 7è de la classificació general i vencedor de 2 etapes
- 1960. 67è de la classificació general i vencedor de 2 etapes
- 1962. Abandona (2a etapa)

### Resultats al Giro d'Itàlia
- 1952. 22è de la classificació general i vencedor d'una etapa
- 1953. 12è de la classificació general
- 1954. 15è de la classificació general i vencedor d'una etapa
- 1955. 51è de la classificació general i vencedor d'una etapa
- 1956. Abandona
- 1957. 13è de la classificació general
- 1958. 34è de la classificació general i vencedor de 2 etapes
- 1959. 18è de la classificació general i vencedor d'una etapa
- 1960. 22è de la classificació general
- 1961. 10è de la classificació general i vencedor d'una etapa
- 1962. 3r de la classificació general
- 1963. Abandona. Vencedor d'una etapa
- 1964. 35è de la classificació general i vencedor d'una etapa

### Resultats al Volta a Espanya
- 1956. 18è de la classificació general. Vencedor d'una etapa i 1r del Gran Premi de la muntanya
- 1962. Abandona. Vencedor d'una etapa